# Bactris militaris
Bactris militaris är en enhjärtbladig växtart som beskrevs av Harold Emery Moore. Bactris militaris ingår i släktet Bactris och familjen Arecaceae.

## Underarter
Arten delas in i följande underarter:
- B. m. militaris
- B. m. neomilitaris